# ZON
"ZON" spol. s r.o. (Zdravotní Osvěžující Nápoje) je společnost vyrábějící sycené vody a sirupy, sídlící v Třebíči nedaleko autobusového nádraží.

## Historie

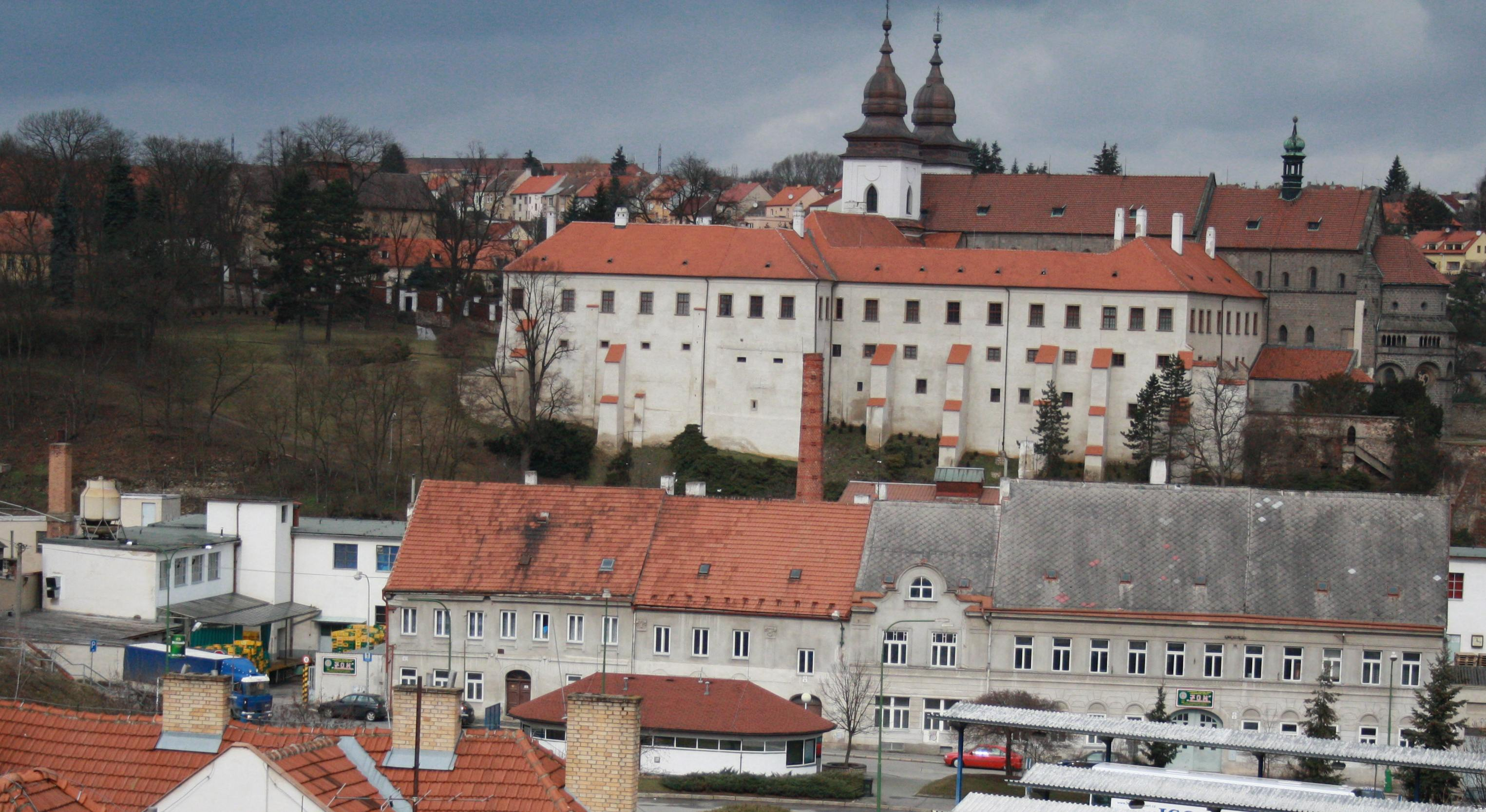
Panorama továrny ZON

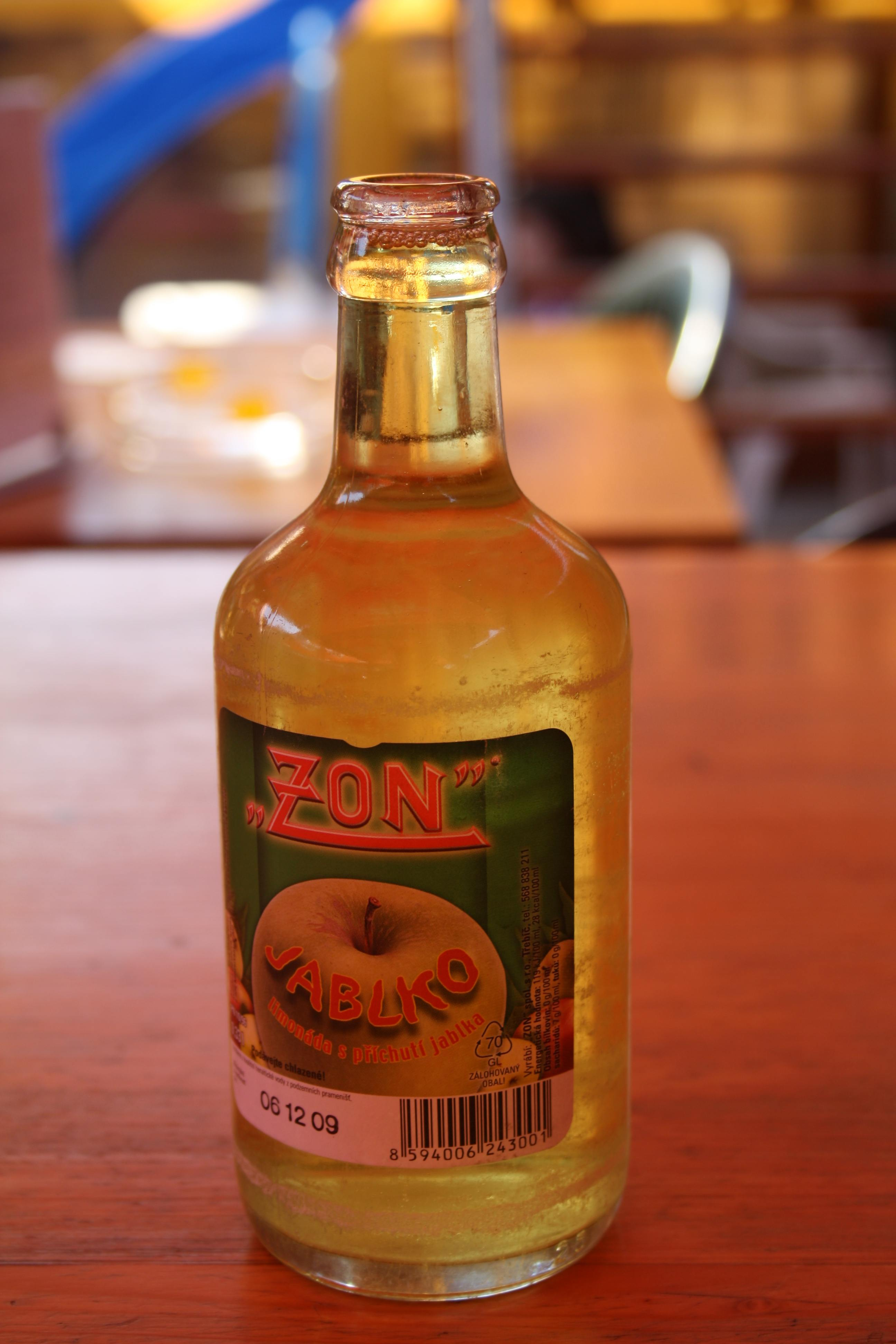
Klasická lahev limonády

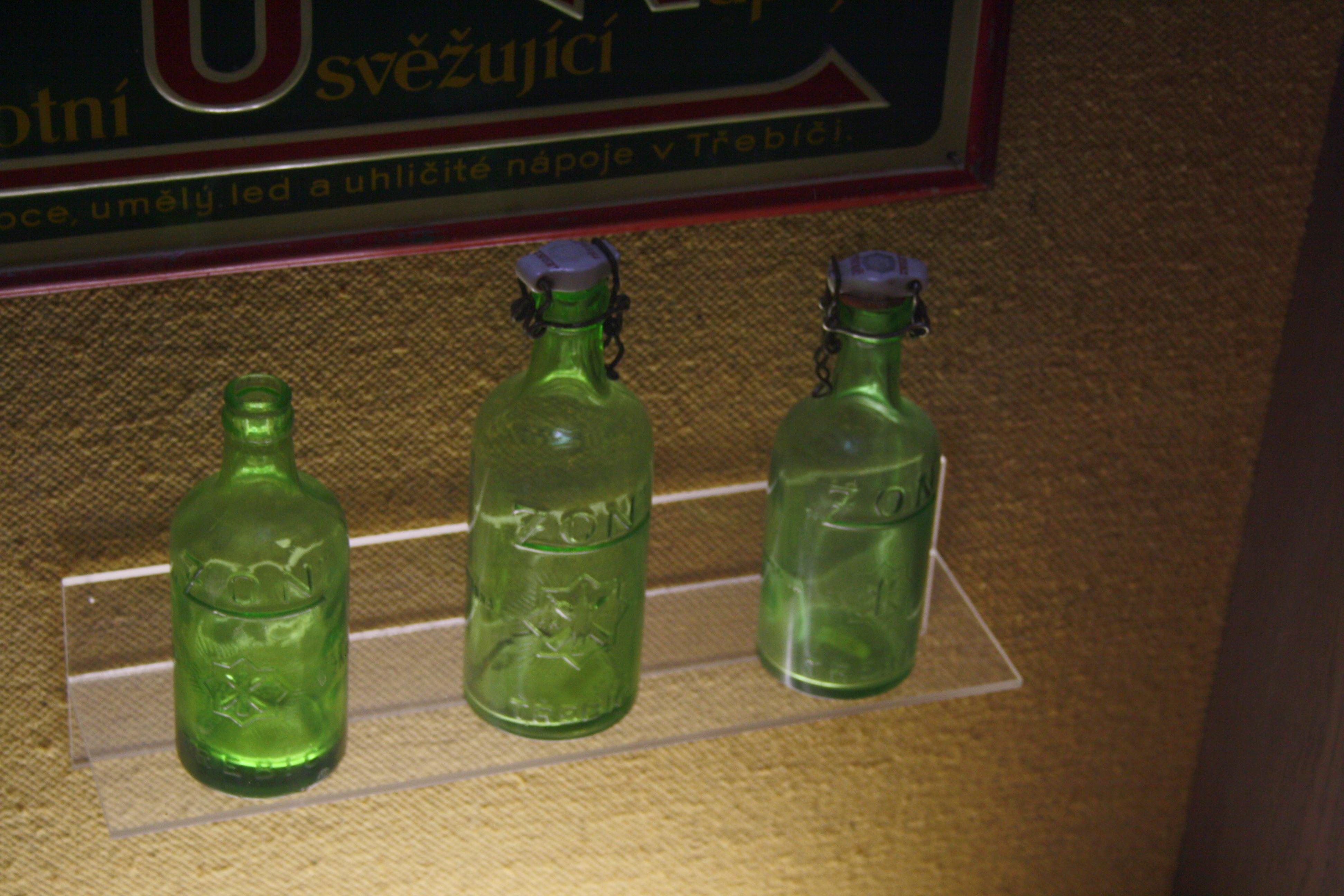
Historické lahve v muzeu Vysočiny Třebíč

Společnost byla založena v květnu roku 1879 Ferdinandem Kubešem. Nápoje byly vyráběny z čistě přírodních surovin a brzy si získaly oblibu v Třebíči a okolí. Od roku 1901 je registrována ochranná známka, které se používá dodnes. Téhož roku výrobky získaly zlatou cenu na mezinárodní výstavě v Paříži. V roce 1927 byl registrován dnešní název firmy ZON. Zároveň byly zavedeny láhve s objemem 0,33 l, které se používají dodnes.
Po druhé světové válce proběhla modernizace výroby. V roce 1948 byla společnost znárodněna, až do roku 1967 pracoval ve firmě Ferdinand Kubeš mladší a až v roce 1993 byla společnost vrácena původním majitelům. Ve společnosti začal působit Ferdinand Kubeš a jeho otec, který v zestátněné společnosti pracoval až do roku 1976. V rodinné tradici pokračuje i další generace, výrobním ředitelem je Robert Kubeš, obchodní ředitelkou je dcera Ferdinanda Kubeše Klára.
Všechny výrobky jsou vyráběny z heraltické kojenecké vody s ročním průměrem obsahu dusičnanů 7 mg/l. K dostání jsou nápoje asi ve dvaceti příchutích a ve čtyřech velikostech objemů. První příchutí limonády byla malinová, v sedmdesátých letech 20. století přibyla pomerančová příchuť a pak další.
V „Točené limonádě s malinovou příchutí se sladidlem“ Tesco vyráběné společností ZON v roce 2010 bylo zjištěno použití čtyř druhů umělých sladidel, z nichž některá mohou mít nepříznivé zdravotní účinky.
V roce 2017 byla v Galerii Ladislava Nováka instalována výstava s tématem značky ZON, pojmenována byla Světem bublinek s třebíčskou Zonkou.

## Fotogalerie

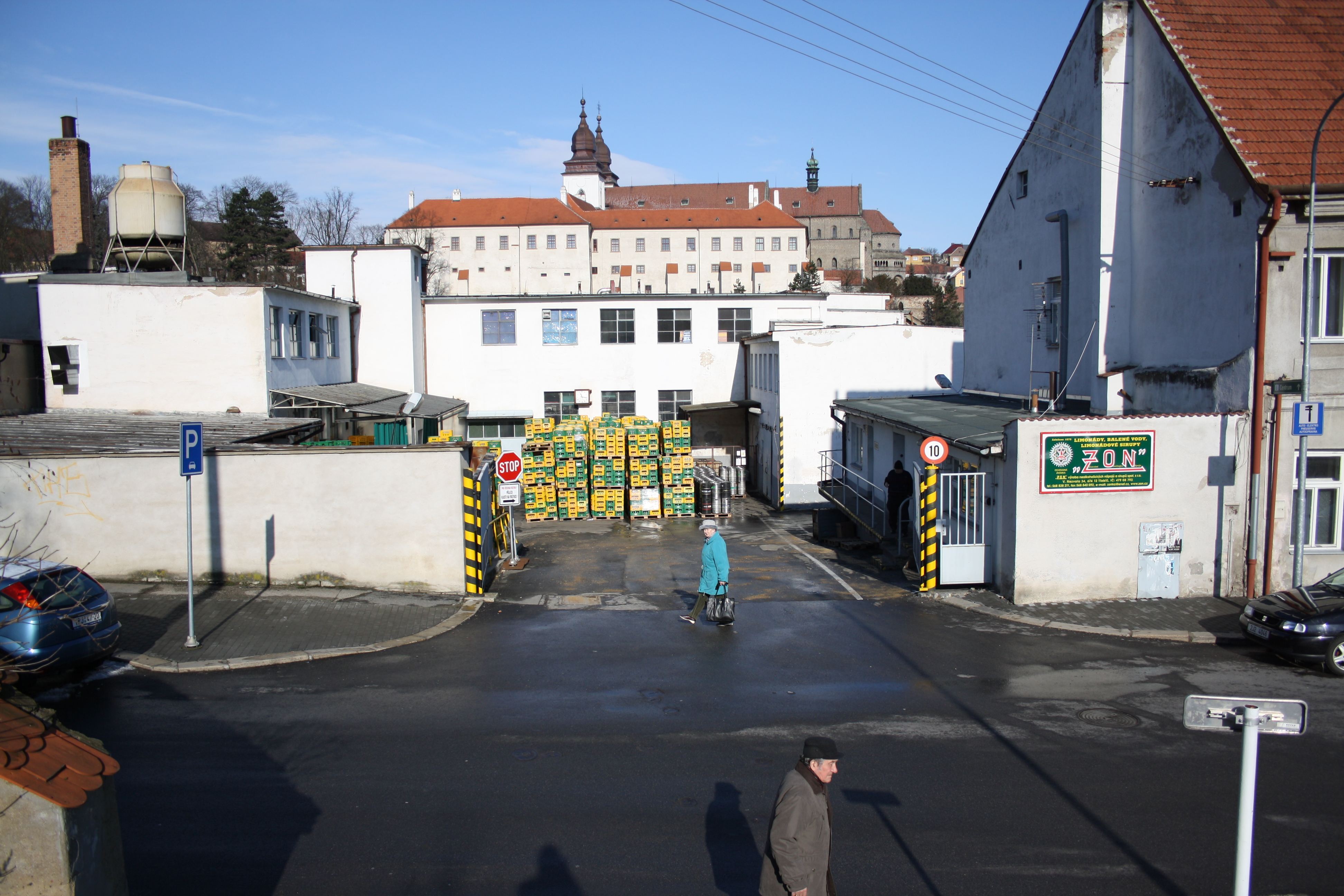
Brána do Areálu ZON, s vývěsním štítem a logem firmy ZON.
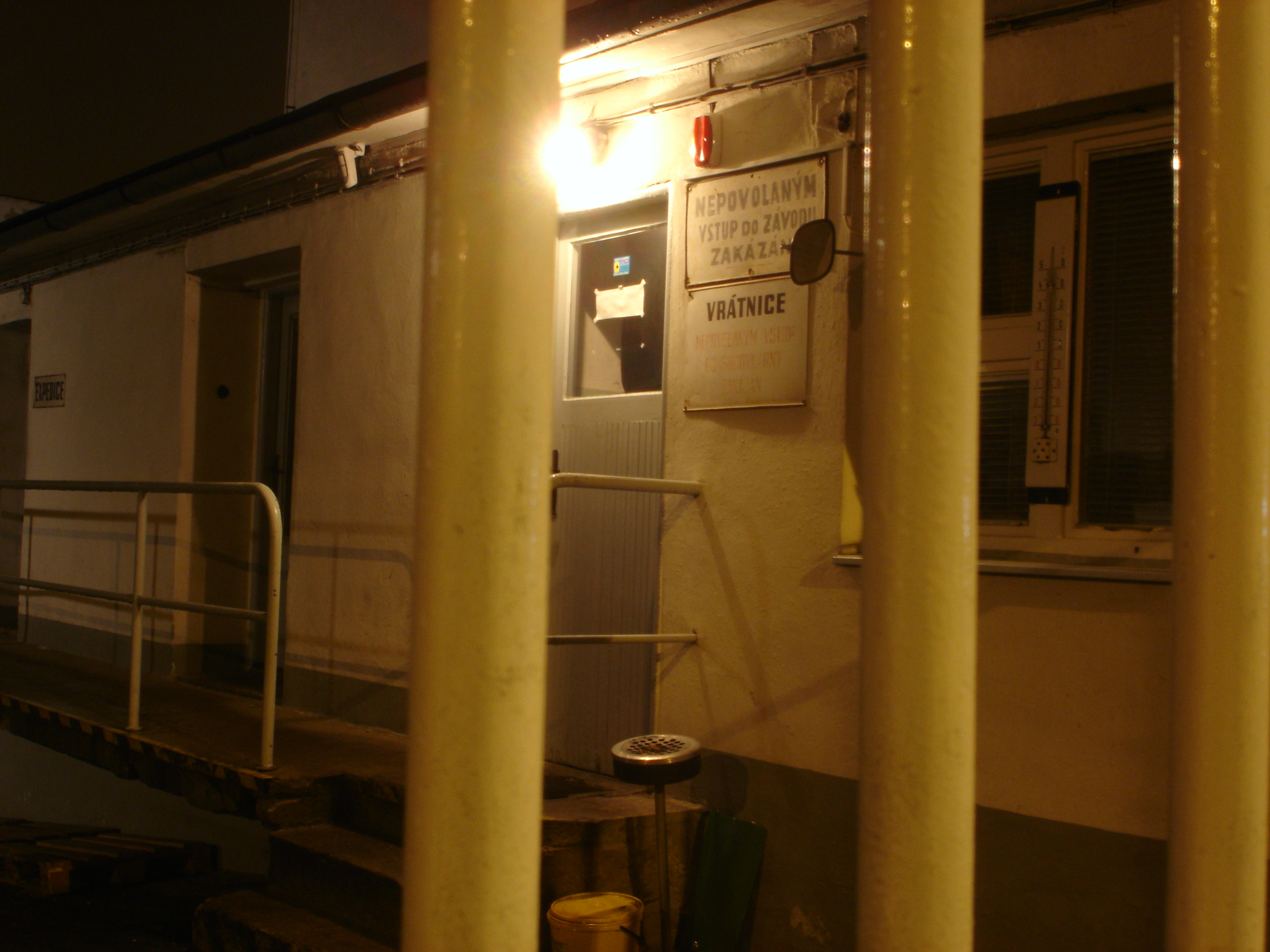
Brána a vrátnice firmy ZON.
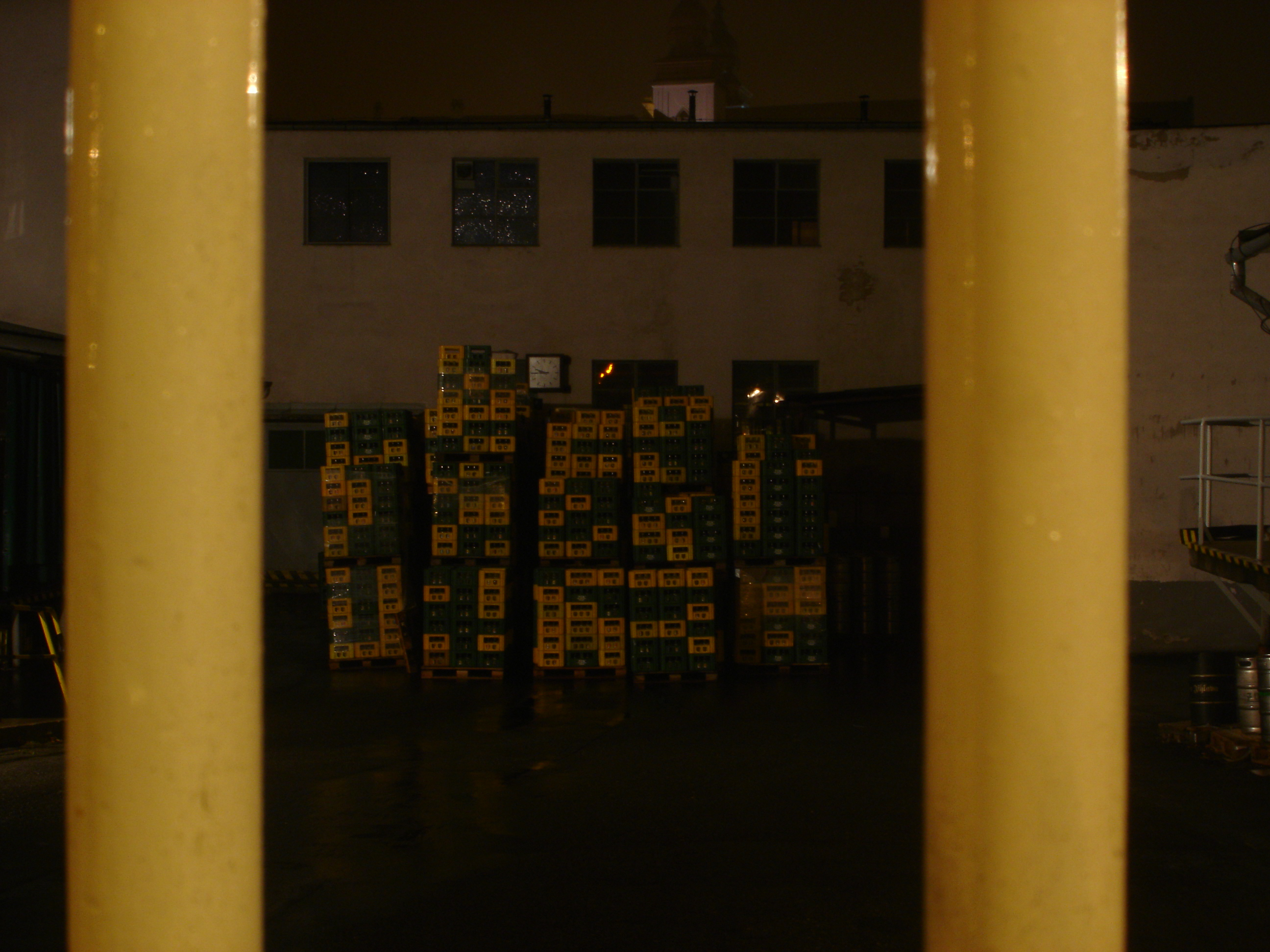
Dvůr firmy s bednami na nápoje.